# Massacre de Haximu
O Massacre de Haximu foi uma chacina de índios Ianomâmis por garimpeiros de ouro, ocorrida em 1993, no estado de Roraima. Foi o primeiro e único crime do Brasil a ser julgado como um genocídio, resultando na morte de dezesseis índios.

## Antecedentes
Haximu é o nome de uma comunidade Ianomâmi na fronteira do Brasil com a Venezuela, nas proximidades do Rio Demini.
Esse massacre foi iniciado pelas tensões relacionadas à corrida do ouro de 1987 no Brasil, que incluem conflitos entre os garimpeiros brasileiros e o povo Yanomami.
Os Ianomâmis permaneceram isolados entre 1973 e 1976, quando os brasileiros construíram a Rodovia Perimetral Norte através da zona sul da Terra Indígena demarcada . Esta via provocou a chegada de garimpeiros de ouro, o que inclui aqueles que vieram durante a corrida do ouro do início de 1987.
Ao examinar o histórico da corrida do ouro em Haximu, a recorrente ocorrência acontece com os Yanomami, que Bruce Albert se refere como a "armadilha do ouro". Quando os primeiros garimpeiros chegaram, eles forneceram doações aos Yanomami. Assim, o número de mineiros aumentou, o equilíbrio de poder se modificou e as perturbações atingiram os Ianomâmi.
A tensão finalmente surgiu quando os Ianomâmi queriam mais mercadorias ocidentais, tais como medicamentos, roupas e alimentos, que não eram pedidos quando os garimpeiros chegaram. Como resultado, o uso da violência tornou-se comum,  o que pode ter dado razões para que os garimpeiros iniciassem ataques contra os Ianomâmis.

## Chacina
O nome da aldeia tornou-se mundialmente conhecido após a sangrenta chacina de crianças, mulheres e idosos de Haximu, pegos de surpresa no início da manhã por um grupo de garimpeiros fortemente armados, em meados de 1993.
Antes disso, após a morte traiçoeira de quatro ianomâmis, os índios de Haximu iniciaram a vingança ritual que a tradição ianomâmi exigia, tomando a vida de dois garimpeiros.
Depois da segunda vítima recobrada, garimpeiros que já trabalhavam dentro do território ianomâmi, planejaram a chacina da totalidade dos habitantes de Haximu, o que só não ocorreu porque a maior parte de seus membros estava em festa na aldeia vizinha, e outros estavam na mata, fazendo roça.
Por fim, o chamado massacre de Haximu aconteceu numa dessas roças, nos arredores de Haximu, no norte do estado de Roraima , em 1993. Pelo menos 16 ianomâmis foram assassinados e retalhados por um grupo de garimpeiros, no entanto, números incorretos fornecidos por vários jornais como The Globe and Mail e The New York Times foi parte da causa da incredulidade da imprensa nos primeiros meses de revelação dos fatos. A contagem de mortes dos ianomâmis é de 73 pessoas.
Dentro do primeiro ataque, os garimpeiros mataram 4 ou 5 homens jovens da aldeia Yanomami Haximu-teri. Em resposta, os indígenas formaram dois grupos contra os garimpeiros, matando pelo menos dois deles e ferindo outros dois. Na sequência deste ataque, os garimpeiros atacaram novamente, matando cerca de 12 ianomâmis (quase todos idosos, jovens e crianças) e queimando a aldeia de Haximu.

## Causas e repercussão internacional
O incidente específico que causou o ataque de garimpeiros aos ianomâmis é incerto e muitos detalhes sobre o evento são confusos.
Um antigo tuxua (chefe) de Haximu, chamado Antonio, alegou que os garimpeiros atacaram seu povo quando eles roubaram uma rede dos garimpeiros. No entanto, foi também relatado que 20 pessoas de sua tribo foram mortas, o que mais tarde foi provado ser falso.
Além disso, as matérias jornalísticas exageraram o número de ianomâmis mortos até que o primeiro brasileiro visitou a aldeia e deu um relato impreciso da cena em Haximu. Ele declarou numa conferência de imprensa que tinha visto vários corpos retalhados ali, o que de certa forma levou as pessoas a acreditar que 73 ianomâmis tinham morrido. No entanto, houve a impossibilidade de localizar os corpos, pois mais tarde os ianomâmis queimaram os corpos em cerimônias rituais de luto. Após entrevistas com os sobreviventes feitas por Albert Bruce , historiadores e estudiosos têm considerado este retrato como incorreto.
Como resultado, é importante que o Massacre de Haximu não seja ignorado, mas analisado cuidadosamente devido às imprecisões dentro da mídia, e à ocultação de cenas por testemunhas  que podiam (e podem) dizer respeito a uma questão extremamente delicada.

## Condenação por genocídio
Em 1997, o garimpeiro Pedro Emiliano Garcia e outros quatro acusados foram condenados a 20 anos de prisão por genocídio do povo Ianomâmi. Esta foi a primeira sentença de genocídio assumida no Brasil.
No entanto, em 2011, a pena foi considerada extinta e todos os acusados foram soltos.
Em 5 de maio de 2022, um dos acusados, o garimpeiro Eliézio Monteiro Neri, de 62 anos, foi preso no bairro Asa Branca, na zona Oeste de Boa Vista, no estado de Roraima.